# 趙宗袞
趙宗袞（11世纪—1080年），北宋宗室。宋太宗曾孙，赵元份之孙，赵允让和仙游縣君之子。
《宋史·宗室世系表》没有记载趙宗袞，根据《宋会要辑稿》趙宗袞是宋英宗濮邸同母长兄。趙宗袞官至鎮安軍留後、贈武寧軍節度使、兼侍中，封彭城郡王。元豐三年（1080年）閏九月初六乙未，趙宗袞去世。其子嗣濮王趙仲理。